# 寝具

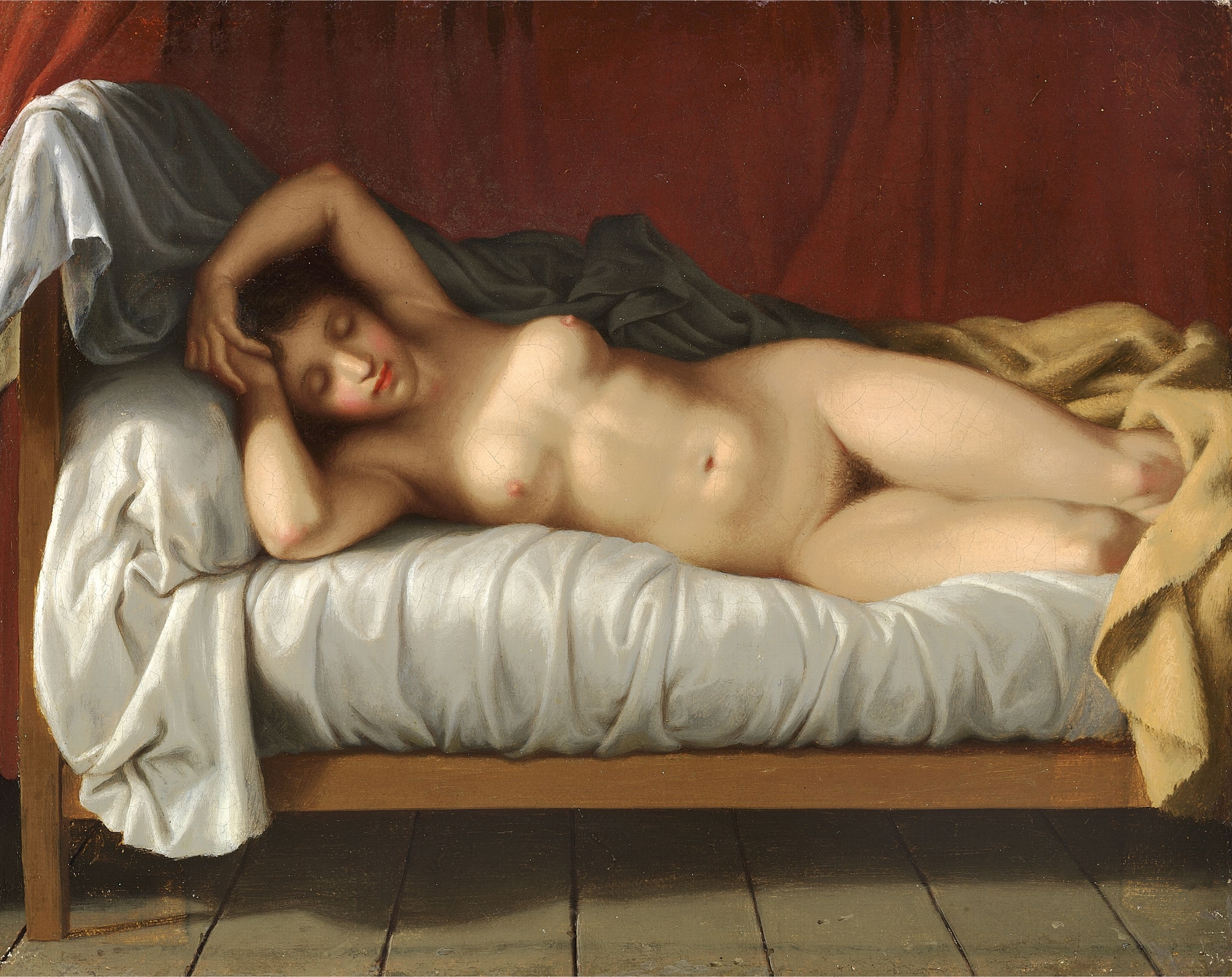

寝具（しんぐ）は、人の睡眠に供するための道具。夜具（やぐ）ともいう。

## 概要
寝具の分類法は一様でないが、布団（ふとん）やマットレス、毛布などの主寝具、カバーやシーツなどの従寝具、枕などその他の3つに分けられることがある。また、布団や枕など寝床を構成する個々の用具を狭義の寝具、布団カバーや枕カバー、こたつなどの快適な寝床を構成するための補助的用具（補助寝具）を含めて広義の寝具ということがある。
寝具に求められる性能として、保温性、吸放湿性、フィット性（敷寝具の硬さや枕のフィット性）、体圧分散や寝姿勢保持のためのクッション性や支持性がある。寝具と体との間の温湿度を寝床内気象といい、温度は夏は25℃、冬は15℃、湿度は50%RH程度が理想とされている。

## 寝具の構成

### 主寝具
布団
布団は主寝具に分類される寝具で、掛寝具に分類される掛け布団（あるいは肌布団）や敷寝具に分類される敷き布団がある。
掛け布団は、睡眠中の人体からの放熱を防ぐ保温性、人体からの発汗による湿気を抑える吸透湿性、寝返りが容易にできるだけの軽さを要する。
敷き布団は、掛け布団と同様に保温性と吸透湿性が必要なほか、身体の荷重を支えるだけの支持性やクッション性を要する。
毛布
毛布は主寝具に分類される寝具で、掛寝具に分類される。西欧のベッドスタイルでは不可欠な掛寝具で、日本でも第二次世界大戦後に広く普及した（洋風寝具にも日本式寝具にも挙げられる）。

### 従寝具
カバー（布団カバー、枕カバー）
主寝具の布団などを保護して衛生的に使用できるようにするためのもの。布団カバーや枕カバー（ピローケース）があり、補助寝具に分類されることもある。
シーツ
敷き寝具を保護して清潔に使用できるためのもので、保温性を高めたフラノシーツやボアシーツがある。

### 枕
充填素材として、そば殻、合繊綿、ポリエステルフィルムチップ、ポリエチレン樹脂などが用いられる。

### その他の寝具
- 抱き枕
- 蚊帳
- 寝袋（シュラフ）
- 紙衾
- ハンモック

## 人以外の例
ゴリラは就寝前に周囲の草木の葉を使って寝床を作ることが知られており、これは霊長類でも一部の種族に見られる行動様式であるという。なお彼らは毎晩新しい寝床を作ってはそこに寝るため、人間のように専用の道具＝寝具を持っているわけではない。
その一方で、ペットないしコンパニオンアニマルなどでは人間から与えられた特定の寝具に愛着とも見える行動を見せる個体もいる。